# Adrien Tuillier
Adrien Tuillier est un avocat, puis docteur-régent en médecine de la Faculté de Paris, membre de l'Académie royale des sciences, né à Paris le 10 janvier 1674, et mort au cours du siège de Kaiserswerth le 2 juin 1702 .

## Biographie
Adrien Tuillier est le fils de M. Tuillier, docteur-régent de la Faculté de médecine de Paris. Il a d'abord été destiné au barreau, et a commencé à plaider à l'âge de 22 ans. Cependant, par goût de la physique il a décidé de devenir médecin et a été reçu docteur-régent avec applaudissements à 26 ans.
Il est entré à l'académie comme élève de M. Bourdelin, en 1699, puis de M. Lémery quand celui-ci succéda à M. Bourdelin comme académicien pensionnaire.
En 1702, il est envoyé comme médecin à l'hôpital de Kaiserswerth qui avait été cédé au roi de France par l'archevêque de Cologne pendant la guerre de succession d'Espagne. La ville avait été placée sous le commandement de Jean-Jules-Armand Colbert, marquis de Blainville. La ville s'est rendue après un siège (Kaiserswerth est aujourd'hui un quartier de Düsseldorf) qui a duré du 18 avril au 15 juin 1702. Adrien Tuillier succombe le 2 juin d'un fièvre continue maligne.